# Pseudostilpnaspis
Pseudostilpnaspis es un género de escarabajos  de la familia Chrysomelidae. En 2000 Borowiec describió el género. Contiene las siguientes especies:
- Pseudostilpnaspis belizensis Borowiec, 2008
- Pseudostilpnaspis columbica (Weise, 1910)
- Pseudostilpnaspis columbica (Weise, 1910)
- Pseudostilpnaspis costaricana Borowiec, 2000
- Pseudostilpnaspis costaricana Borowiec, 2000
- Pseudostilpnaspis muzoensis Borowiec, 2000
- Pseudostilpnaspis muzoensis Borowiec, 2000